# 戴爾·弗雷
戴爾·A·弗雷（英語：Dale A. Frail）是一名加拿大天文學家，在新墨西哥州索科羅的美國國家電波天文台工作。

## 早年生活
弗雷出生於加拿大，童年大部分時間在歐洲度過，職業生涯則在美國度過。

## 職業生涯
弗雷在加拿大接受大學教育：先在阿卡迪亞大學獲得物理學本科學位，隨後在多倫多大學獲得天文物理學碩士和博士學位。1989年，他作為自然科學與工程研究理事會博士後研究員移居美國。1993年，他獲得揚斯基博士後獎學金，之後加入美國國家電波天文台的研究團隊，並工作至今。
他撰寫了250多篇經過同行評審的研究論文，其中30多篇發表在《自然》雜誌上。他對天文物理學的許多子領域都做出貢獻，包括引力波事件的多波長電磁對應物、伽馬射線暴、太陽系外行星、軟伽瑪射線重複爆發源、星際物質、脈衝星、邁射和超新星殘骸。對公眾來說，他最著名的是太陽系外行星和伽馬射線暴方面的發現。2010年，他獲得古根海姆獎。2011年8月至2015年9月，他擔任美國國家天文台卡爾·G·央斯基超大天線陣和超長基線陣列的助理主任，以及新墨西哥州業務的站點主任。2016年，他獲得阿卡迪亞大學榮譽科學博士學位。

## 關鍵發現
1992年初，弗雷和波蘭天文學家亞歷山大·沃爾茲森宣布，他們在脈衝星PSR B1257+12周圍發現兩顆行星和可能存在的第三顆行星。他們的發現於1992年年中得到證實。除了首次證實發現脈衝星行星外，這項發現也被普遍認為是首次證實發現任何類型的太陽系外行星。
1997年起，弗雷成為加州理工學院-美國國家天文台研究小組的一員，該小組幫助揭開伽馬射線暴起源的長期謎團。他們利用凱克望遠鏡拍攝到的GRB 970508光學餘輝的光學光譜，確定伽瑪射線暴的宇宙學距離。隨後，他們利用超大天線陣電波望遠鏡發現的來自同一爆發的電波餘輝發射，測量了該天體的大小，並推斷出該天體源正在進行相對論膨脹。這兩項觀測結果成為伽瑪射線暴宇宙學火球模型的基石。2009年，湯姆森國際統計學會將弗雷列為1999年至2009年2月期間伽瑪射線暴領域被引用次數第三多的研究人員。

## 外部連結
- Dale Frail's home page （页面存档备份，存于）
- Croswell, Ken. . Oxford University Press. 1999  [2024-01-09]. ISBN 978-0-19-288083-3. （原始内容存档于2022-07-06）.
- Flash! The Hunt for the Biggest Explosions in the Universe
- PBS Nova Episode Death Star （页面存档备份，存于）
- Thomson ISI Special Topics interview （页面存档备份，存于）
- El Defensor Chieftain, Blast from the past gives clues about early universe, October 31, 2009[]
- El Defensor Chieftain/Albuquerque Journal,  'Time Machine' Peers Back 13 Billion Years, November 4, 2009[]
- A radio counterpart to a neutron star merger, Science Magazine, December 22, 2017 （页面存档备份，存于）
- Radio observations point to likely explanation for neutron-star merger phenomena, December 20, 2017 （页面存档备份，存于）